# Bildhäuser Haufen
Der Bildhäuser Haufen, auch Christliche Versammlung zu Bildhausen, war ein militärisch organisierter Zusammenschluss von aufständischen Bauern, Handwerkern und Bürgern im Deutschen Bauernkrieg im Norden des Bistums Würzburg, die mehr soziale Gerechtigkeit und eine Verringerung der unerträglich gewordenen Steuer- und Abgabenlast forderten.
Die Anführer des Bauernhaufens waren die „hauptleut“ Hans Schnabel, ein Schreiner oder Leineweber aus Münnerstadt, und der Bauer Hans Scharr aus Burglauer. Den Schriftverkehr mit Freund und Feind erledigte der Kanzler Michael Schrimpf, Pfarrer aus Wermerichshausen.

## Geschichte
Der Bildhäuser Haufen entstand am 12. April 1525 neben dem Taubertaler Haufen, dem Hellen Lichten Haufen (auch Neckartal-Odenwalder Haufen) als letzter der drei großen fränkischen Bauernhaufen und wies gegen Ende seines Bestehens eine Stärke von etwa siebentausend Mann auf. Diese Bauernheere kontrollierten den größten Teil Frankens. Sein Name leitete sich von dem Zisterzienser-Kloster Maria Bildhausen (gestiftet 1156) bei Münnerstadt in Unterfranken ab. 1525 stand dieses Kloster auf dem Höhepunkt seines Reichtums; gleichzeitig war es durch innere Missstände in Verruf geraten. Für dieses Kloster waren durch die Bauern der umliegenden Ortschaften Frondienste sowie der Zehnt zu erbringen.
Am 12. April 1525 wurde das Kloster durch den Haufen mit etwa dreihundert Mann besetzt, geplündert und schließlich in Brand gesteckt. Die Mönche flüchteten, Abt Valentin I. (Amtszeit etwa 1520–1528) entkam nach Bad Königshofen im Grabfeld (Unterfranken).
Am 16. April 1525 wurde vom Haufen ein Flugblatt erstellt und in den umliegenden Ortschaften verbreitet:

„Unseren freundlichen christlichen Gruß senden wir Euch, liebe Freunde und Brüder. Nachdem das Wort Gottes und die evangelische Lehre lange Zeit gefangen war und durch die Behinderung vieler und vornehmlich der geistlichen Obrigkeit sich hat nicht frei zeigen können, führte dies zu großer Verderbnis der teuer erkauften Schäflein Christi. Über Jahre hinweg und bis jetzt wurden manche und vielerlei unerträgliche Erschwernisse und Bürden von der Obrigkeit und Herrschaft wider die göttliche christliche Ordnung und Schrift dem gemeinen armen Mann auferlegt. Es gab keine Erleichterungen oder ein Nachlassen von Forderungen, obwohl diese oft und nachhaltig von den Armen ersucht wurden. Im Gegenteil, Abgabenlast und Erschwernisse wurden von Tag zu Tag immer mehr, sodass Gott der Allmächtige nicht mehr länger zusehen konnte und seine armen Schäflein, die er so schwer erlöst hat und nun mit Gnade ansehen will, wie wir hoffen. Obwohl wir niedersten Standes und unwürdig, hat die Verhinderung Gottes im christlichen Glauben zu einer großen Bedrängnis unserer Herzen geführt. Auch anderswo ist dies an vielen Orten so geschehen. Wir hoffen fest auf die Gnade Gottes, und so haben wir das Kloster Bildhausen eingenommen und unser Lager hier aufgeschlagen. In der Hoffnung, dass alle, die die christliche und evangelische Wahrheit lieben, uns mit Trost beistehen werden. Wir wollen ungerechte und ungebührliche Beschwernisse abschaffen. Es ist nicht so, dass wir keine Obrigkeit und Herrschaften dulden und ihnen nichts zugestehen wollen, was ja gegen die Schrift und Ordnung Gottes wäre. Wir wollen, dass die Obrigkeit und die Herrschaften mit uns gebührlich und gemäß der evangelischen Lehre handeln. Darum fordern wir Euch mit aller christlichen und brüderlichen Liebe auf, kommt zu uns zur Erhaltung christlicher Freiheit und Gerechtigkeit. Zweifellos wird Christus unser Herr und Gott, da wir in seinem Glauben handeln, uns nicht verlassen. Geschrieben am heiligen Ostertag April 16, 1525. Die Hauptleute und die ganze Gemeinde zu Bildhausen.“

Als um den 24. April 1525 der Bildhäuser Haufen durch starken Zulauf personell merklich anwuchs, wurde das Feldlager neben dem Klostergelände aufgeschlagen. Aus den umliegenden Städten wurden u. a. Zelte, Geschütze, Pulver und Blei herbeigeschafft. Es wurden die für einen Haufen üblichen Funktionen der Hauptleute mit ihren Adjutanten sowie Leutnante, Feldwebel, Fähnriche, Profoss, Furier, Zahlmeister und Wachtmeister besetzt.
Um den 6. Mai 1525 beschließt die „Gemeine Versammlung zu Bildhausen“ folgende Artikel im Ring:

„Adelige, so ist die Meinung aller, die im Lager in die Bruderschaft begehren, sollen sich nicht ohne Erlaubnis außerhalb des Lagers aufhalten, nicht nach Außen schreiben, keine Boten beauftragen oder sonstige andere Wege finden um Botschaften aus dem Lager nach Außen zu bringen. Bei Verstoß erfolgt die Bestrafung ohne Gnade.
Adelige sollen auch nicht mehr reiten, sondern zu Fuß gehen und auch speisen wie alle anderen im Haufen. Doch soll es ihnen erlaubt sein, wo sie es begehren, Dinge von ihrem Geld zu kaufen.
Auch ist es des ganzen Haufens ernste Meinung, dass es keinem vom Adel gestattet wird, seine bisherigen Anwesen weiter zu behalten. Sie sollen Häuser bauen und bewohnen wie die Menschen in den Städten und Dörfern.
Wenn ein Adeliger sein Anwesen selbst aufgibt, so sei es ihm gestattet, daraus die Dinge, die er für seinen Lebensunterhalt benötigt, auch für sich zu nutzen. Sollte ein Adeliger aber über einen Getreideüberschuss verfügen, so ist es die Meinung aller, soll dieser dem ganzen gemeinen Haufen zukommen.
Wenn Juden in die Versammlung des Haufens begehren, so ist es des ganzen Lagers ernste Meinung, sind diese ohne Vorbehalte und aus freien Stücken aufzunehmen.
Sollten den Juden die o. a. Artikel nicht gefallen, so ist es unsere ernste Meinung, muss von den Juden Abstand genommen werden bis zum Ausgang unseres Vorhabens. Es soll jedem Schultheiß und jedem Dorfmeister geschrieben werden, dass die Juden – wie bisher – in ihren Häusern verbleiben dürfen unter der Bedingung, dass sie keine Verbindung mit anderen Juden, Edelleuten oder Sonstigen haben dürfen. Weiterhin dürfen sie aus ihren Häusern oder von ihren Gütern nichts beiseiteschaffen, sei es wenig oder viel. Wer aber von ihnen bei der Übertretung dieser Artikel festgestellt wird, der soll in das Lager abgeführt werden mit alldem, was man bei ihm vorgefunden hat.
Es ist auch unsere Meinung, dass künftig das Getreide zu nichts anderem verwendet oder gar verkauft werden soll als zu dem Zweck, dass das Korn, Weizen, Hafer, Gerste und Malz – wie auch immer es beschaffen sei – dem Haufen zukommt, ebenso die sonstigen Speisen, die man für die Küche der Bruderschaft benötigt.
Es ist die Meinung aller, dass, wenn man die Mühlen nutzt, allein unsere Pferde samt Geschirr dazu genommen werden sollen, ebenso das Getreide und das Mehl.
Aller Brüder Rat und Meinung ist es, dass aus der gemeinen Versammlung vier verständige Männer gewählt werden, aus denen wiederum zwei der Geschicktesten den Hauptleuten zugeordnet werden sollen und die Hauptleute ohne diese Berater nichts unternehmen oder beschließen sollen. (…)“

Im Mai 1525 wurden mehrere adelige Besitzungen, insbesondere die der von Henneberg und die der von Bibra sowie Klöster von den Bildhäusern eingenommen, geplündert und anschließend zerstört. Dazu gehörten u. a. die Henneburg, die Burg Wildberg, die Lichtenburg, Schloss Mainberg, die Bettenburg und die Klöster Wechterswinkel, Schönrain und Heidenfeld. Um den 9. Mai wurde der hessische reisige Knecht Herd Landgref von Wilmers von Kämpfern des Haufens in der Nähe ihres Lagers bei Unsleben gefangen genommen. Er wurde verdächtigt, Fakten über die militärische Kampfkraft des Bildhäuser Haufens für die Auftragssumme von einhundert Gulden ausspioniert zu haben. Landgref wurde unter schwerer Folter zu Aussagen über die Stärke, Bewaffnung und Ausrüstung der gegen die Bauernhaufen bereitstehenden Truppen des Landgrafen Philipp von Hessen gezwungen und anschließend (etwa 10. Mai 1525) enthauptet.
Am 10. Mai 1525 gab sich der Haufen eine feste Führungsstruktur. Durch die Versammlung wurden sieben Artikel ebenfalls im Ring beschlossen:

„Erstens. Die beiden Hauptleute Schnabel und Scharr geloben gegenüber dem gewählten Schultheiß Heinrich Krumpfuß, dieser christlichen Versammlung treu zu dienen und alles in ihrer Macht Stehende zu tun, soweit ihr Verstand, ihre Kraft und ihre Habe reicht. Der Eid wird vom Kanzler Michael Schrimpf, der vom Rat und der gesamten Versammlung gewählt wurde, vorgelesen und gegeben.
Zweitens. Die gewählten Räte und der Schultheiß sowie die drei Kanzleischreiber geben ebenfalls ihr Gelöbnis gegenüber den Hauptleuten ab, vom Kanzler werden sie vereidigt.
Drittens. Herr Michael Schrimpf ist als Kanzler ebenfalls gewählt, der sein Gelöbnis gegenüber den beiden Hauptleuten abgibt. Er wird durch Erhard Reichard vereidigt.
Viertens. Zu Rentmeistern werden Caspar Kern aus Königshofen, Caspar Wirt aus Münnerstadt, Georg Marckart aus Haßfurt und Caspar Schön aus Beringen (Anm.: Heute Ober- oder Unterwaldbehrungen) ernannt. Was ihnen überantwortet wird, haben sie in treuer Pflichterfüllung gegenüber dem Haufen zu verwalten.
Fünftens. Es wird beschlossen, dass sich der Haufen ebenfalls auf den Eid beruft und was von den Hauptleuten, dem Schultheiß und dem Rat redlich und ehrlich befohlen und durchgeführt wird, vom Haufen nicht angefochten wird, kein Widerspruch erhoben wird und kein aufrührerisches Murren aufkommen soll.
Sechstens. Die Hauptleute und der Sechser-Rat haben die Pflicht, über ihre Einnahmen und Ausgaben gründliche Rechnung zu führen. Sie haben ihrem Auftrag nachzukommen und sich der Einnahmen und Ausgaben des gemeinen Haufens zu enthalten.
Siebentens. Jede Stadt, die einem Bauernlager zugehörig ist, hat einen verständigen Mann in den jeweiligen Rat zu entsenden.“

Mit dem Bildhäuser Haufen verbündeten sich – vermutlich überwiegend auf Druck der dort lebenden Stadtarmut auf ihre Stadträte – mehrere Städte, die ebenfalls gegen Bischof Konrad II. von Thüngen, den Klerus und die weltliche Grundherrschaft in ihrer damaligen Form aufbegehrten. Darunter waren unter anderem Würzburg, Schweinfurt, Haßfurt, Königshofen, Münnerstadt, Meiningen und Neustadt an der Saale. Aus diesen Städten rekrutierte der Bildhäuser Haufen vorwiegend kampffähige Männer und kaufte Waffen und Proviant. Verbündet war der Haufen ebenfalls mit dem verarmten Adeligen Hermann VIII. von Henneberg-Aschach, der nach wechselseitigem Schriftverkehr mit den Aufständischen diesen wenigstens veraltetes Kriegsgerät wie „grosse buchsen“ und „schlangen“ zukommen ließ.
Vom 14. Mai bis etwa zum 25. Mai 1525 unterstützte der Bildhäuser Haufen die anderen fränkischen Haufen bei der Belagerung und Beschießung der Festung Marienberg („Unser Frauen Berg“) bei Würzburg mit ca. eintausend Mann. Dort hatten viele namhafte Adelige und Vertreter des Klerus eine letzte Zuflucht gesucht, das Bistum Würzburg war weitestgehend verwüstet. Die Festung wurde am Morgen des 14. Mai 1525 über mehrere Stunden mit Artilleriefeuer eingedeckt, jedoch hatte dieses keine mauerbrechende Wirkung. Es gab mehrere Tote und Verletzte. Die Festungsartillerie feuerte zurück, aber nicht auf die Angreifer, sondern auf die viel näher gelegene Stadt Würzburg. Die Bevölkerung floh panikartig. Die Bauernhaufen rannten danach mehrmals erfolglos gegen die Festung an. Die straff organisierte und gut aufgestellte Festungsbesatzung unter dem Kommando des Festungshauptmanns Dompropst Markgraf Friedrich von Brandenburg-Ansbach verhinderte eine Einnahme der Festung. Zudem nahte Entsatz durch Truppen des Schwäbischen Bundes unter der Führung von Georg von Waldburg-Zeil, die den Bauernhaufen eine vernichtende Niederlage bereiteten.
Ein vereintes Vorgehen des Haufens mit anderen Bauernheeren und damit die Vollendung des „grossen furnemens“, einer sozial gerechteren Gesellschaft nach der „gotlichen ewangelischen warhait wegen“ bzw. gar unter physischer Abschaffung der „obrickait“, scheiterte ebenso, wie der gesamte Bauernkrieg für die Aufständischen verloren ging. Die Ursachen lagen überwiegend in lokaler Engstirnigkeit, Kompetenzgerangel der Anführer, unzureichender militärischer Organisation sowie innerer Zerrissenheit zwischen zwei gegensätzlich politisch-religiösen Gruppierungen: Zum einen agierte in den Haufen eine reformatorisch-gemäßigte Ausrichtung und zum anderen eine unter dem Einfluss Thomas Müntzers stehende sozialrevolutionär-radikale.
Der Bildhäuser Haufen wurde zusammen mit den Aufständischen aus Meiningen in der Schlacht zwischen Meiningen und Dreißigacker am 3. Juni 1525 von einer vereinten Streitmacht der Fürsten unter der Führung von Kurfürst Johann von Sachsen vernichtend geschlagen, teilweise ergaben sich die Bildhäuser kampflos. Beide Anführer sowie der Schultheiß des Haufens, Heinrich Krumpfuss, ein Goldschmied aus Römhild, wurden am 3. Juli 1525 in Mellrichstadt öffentlich hingerichtet. Lorenz Fries: „Montag nach Visitationis Marie (3. Juli) ist vor dem thor ob der ziegelhutten ain hochgerust ufgemacht. Daruf sind Hans Schnabel und Hans Schar, der Bildheuser bauren hauptleut, und dan Hainrich Crumbfues, schulthais, erstlich enthaubt und volgends gespiest worden.“
Ebenso wurden im Ergebnis des Endes des Bauernkrieges durch das Blutgericht der Fürsten ganze Stadträte der mit den Bauernhaufen verbündeten Städte hingerichtet und gegen obrigkeitstreue Nachfolger ersetzt.

## Sonderausstellung
- 1525. Bauernkrieg im Henneberger Land. Ein Ereignis – Fünf Perspektiven. Bauern im Bauernkrieg: Bildhäuser Haufen (10. April 2025 – 19. Oktober 2025)[5][6]